# Glycera lamellipodia
Glycera lamellipodia är en ringmaskart som beskrevs av Knox 1960. Glycera lamellipodia ingår i släktet Glycera och familjen Glyceridae. Inga underarter finns listade i Catalogue of Life.